# Михайловське сільське поселення (Зирянський район)
Миха́йловське сільське поселення (рос. Михайловское сельское поселение) — сільське поселення у складі Зирянського району Томської області Росії.
Адміністративний центр — село Михайловка.
Населення сільського поселення становить 1120 осіб (2019; 1286 у 2010, 1682 у 2002).

## Склад
До складу сільського поселення входять:
| Населений пункт  | Населення, осіб (2002) | Населення, осіб (2010) |
| ---------------- | ---------------------- | ---------------------- |
| Вамбали, село    | 321                    | 224                    |
| Гагаріно, село   | 244                    | 213                    |
| Михайловка, село | 413                    | 373                    |
| Окунеєво, село   | 358                    | 271                    |
| Туєндат, село    | 259                    | 172                    |
| Тукай, село      | 87                     | 33                     |